# Jonas Attenius
Jonas Mikael Attenius, född 30 juli 1968 i Högsbo församling i Göteborg, är en svensk socialdemokratisk kommunpolitiker. Han är sedan 2023 kommunstyrelsens ordförande i Göteborgs kommun.

## Biografi
Attenius har under många år arbetat som byggnadssnickare och har även tjänstgjort som FN-soldat i Bosnien och Kosovo i två omgångar på 1990-talet. Han har varit fackligt engagerad i Svenska byggnadsarbetareförbundet.
2016 blev Attenius kommunalråd i Göteborgs kommun, och 2019 valdes han till ny gruppledare för Socialdemokraterna i Göteborgs kommunstyrelse, där han efterträdde Ann-Sofie Hermansson. Under sin tid som gruppledare har Attenius fokuserat på frågor som välfärd, segregation, trygghet och stadsbyggnad. Bland annat har partigruppen under Attenius ledning protesterat mot EBO-lagen som de menar medverkar till segregation och trångboddhet i utsatta områden.
Vid valet 2022 ökade Socialdemokraterna under Attenius ledning med nära sex procentenheter till 26,4 %. Socialdemokraterna kom därefter överens med Vänsterpartiet och Miljöpartiet om att bilda ett nytt styre i kommunen. Denna konstellation är i minoritet i kommunfullmäktige, men tack vare en särskild överenskommelse med Centerpartiet har styret säkrat att få igenom sina budgetar under mandatperioden. Den 1 januari 2023 tillträdde Attenius som kommunstyrelsens ordförande.
Sedan 2025 är han ersättare i Socialdemokraternas verkställande utskott.